# 水痘
水痘（英語：chickenpox或varicella）是一種因初次感染水痘帶狀疱疹病毒而引起的疾病，具高度傳染性。本病會產生皮疹，而這種皮疹的特徵是會形成小水疱、發癢難耐然後結痂。紅疹大概於5天內陸續出現，最初出現於身軀，然後向面部和四肢散佈；其他可能產生的症狀如：發燒、倦怠和頭痛，症狀通常會持續五至十天。水痘偶爾會引起肺炎、腦炎、皮膚上的傷口細菌感染等併發症。成人感染時的症狀通常比孩童嚴重許多。一般來說，在接觸病毒10到21天後，感染症狀才會顯現。
水痘主要透過空氣傳染，可輕易透過感染者咳嗽與噴嚏傳染。本病在皮疹出现前一至两天到所有皮疹病灶結痂前皆可傳染。水痘亦可透過接觸水疱而傳染。有帶狀疱疹的人，可能會向那些未經由接觸水疱獲得抗體的人傳染水痘。通常臨床上患者所呈現的症狀就足以確診，然而在少數情況下，可以取得水疱內的體液或結痂組織進行聚合酶鏈鎖反應測試以確診。而檢測體內是否含有水痘抗體，可了解受測者對於水痘是否免疫。大部分的人終生只會患病一次。
水痘疫苗的接種成功地降低了水痘病例的數量，及防治相關併發症。疫苗可讓約70-90%的人免於感染，及感染後減輕症狀。替兒童接種水痘疫苗，已是許多國家的常規衛生政策。目前的研究顯示，兒童接種三天後，疫苗即可發揮保護作用、產生抗體。而對於已經受到感染且發病的患者來說，建議治療方式包含使用爐甘石洗劑以抑制皮膚搔癢的感覺，以及剪短指甲避免劃傷皮膚。發燒的患者可使用阿司匹林來減緩症狀。而使用抗病毒的藥物，如阿昔洛韦，則可以減少嚴重併發症的機率。
水痘是全球性的疾病。在各國政府強制實施新生兒接種水痘疫苗前，每年的新增病例數量，幾乎和該年新生兒的出生數相同。在美國，接種水痘疫苗的衛生政策實施後，水痘病例降低了約90%。1990年，水痘在全球造成約8900名死亡病例，2013年降低至約7000名，約60000名患者中會有1人死亡。直至19世紀，水痘和天花才被區分為兩種疾病，到1988年，才確認帶狀疱疹與水痘的關係。英文中最早是在1684年以Chicken pox來稱呼水痘，發展由來並不確定，可能是由於水痘是一種病情相對溫和的疾病。

## 护理
- 患者要单独隔离，居室要通风，光线充足。
- 发热时要多喝水。
- 饮食给予易消化，富含维生素的流质或半流质。
- 衣被不宜过厚过多，太热会使皮疹发痒。應保持衣服、被褥清洁，以免感染。
- 剪短患者的指甲，保持双手的清洁，以免抓破水痘，引起感染的可能。
- 注意病情变化，如出现诊后持续高燒不退，伴有呕吐、昏厥时，应立即就医。

## 預防
可透過注射疫苗預防，但價格較貴。英国国民卫生服务NHS提供水痘疫苗注射，但不属于常规计划免疫。

## 外部連結
- 水痘疫苗與COVID-19疫苗須接隔多久才可以接種？ （页面存档备份，存于）
- 微生物免疫學-Herpesviridae(皰疹病毒科) （页面存档备份，存于）